# Thomas Stotko

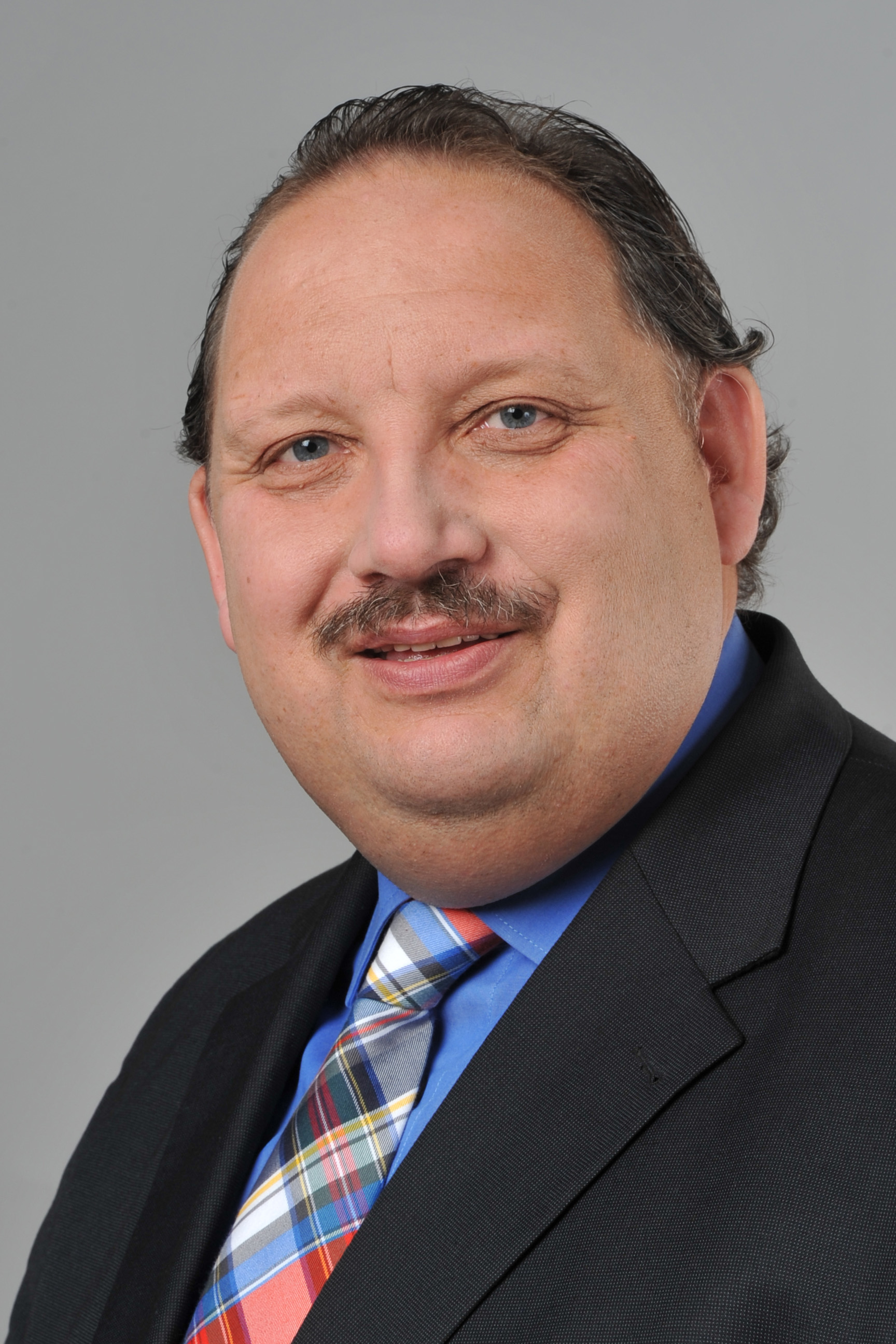
Thomas Stotko (2013)

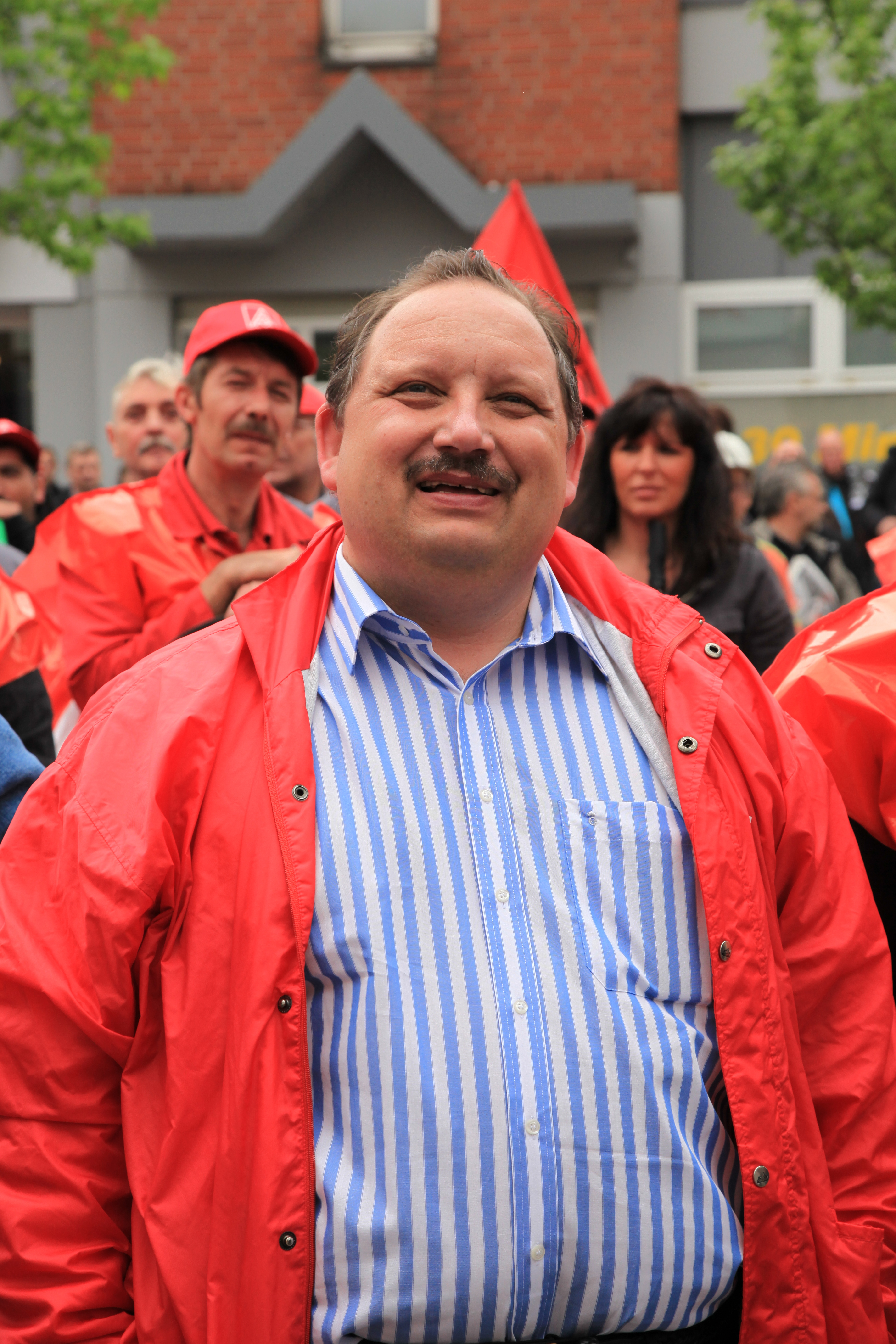
Thomas Stotko (2012)

Thomas Stotko (* 3. Juni 1966 in Witten) ist ein deutscher Politiker (SPD) und war Mitglied des Landtages von Nordrhein-Westfalen.

## Ausbildung und Beruf
Stotko machte im Jahr 1986 sein Abitur am Albert-Martmöller-Gymnasium in Witten. In den Jahren 1987 bis 1995 studierte er an der Ruhr-Universität Bochum Rechtswissenschaften. Nachdem er 1995 sein Erstes juristisches Staatsexamen, sowie 1998 sein Zweites Staatsexamen absolvierte, ist Stotko seit dem Jahr 1998 Rechtsanwalt und seit 2004 selbstständig.
Stotko ist seit 2002 verheiratet und Vater eines Kindes.

## Politik
Stotko ist seit dem Jahr 1984 Mitglied der SPD. Als solches gehört er seit 1984 dem Vorstand des SPD-Ortsvereins Witten-Stockum an. In den Jahren 2000 bis 2014 war er Vorsitzender des Stadtverbandes Witten der SPD. Stotko ist Mitglied der Gewerkschaft ver.di.
Im Juni 2005 wurde Stotko erstmals mit 45,6 % der Stimmen für den Wahlkreis Ennepe-Ruhr-Kreis II in den nordrhein-westfälischen Landtag gewählt, dem er seitdem angehört. Im Jahr 2010 wurde Stotko mit 43,8 % als Direktkandidat wiedergewählt. Bei der vorgezogenen Landtagswahl 2012 konnte er sein Ergebnis auf 46,2 % steigern.
Im November 2007 wurde bekannt, dass Stotko während eines Fahrverbots wegen mehrfacher Verkehrsdelikte im Jahr 2006 zweimal ohne Führerschein gefahren ist. Daraufhin hob der Landtag die Immunität des Abgeordneten auf und es kam zu einer Anklage vor dem Amtsgericht Wuppertal. Das Gericht verurteilte Stotko wegen zweifachen Fahrens ohne Führerschein zu einer Geldstrafe in Höhe von 5500 Euro.
Für die SPD-Fraktion war Stotko innenpolitischer Sprecher, zudem Mitglied im Rechtsausschuss und im Ausschuss für Frauen, Gleichstellung und Emanzipation des Landtags NRW. Dem im Jahr 2017 gewählten Landtag gehört er nicht mehr an.